# Dossenheim-sur-Zinsel
Dossenheim-sur-Zinsel – miejscowość i gmina we Francji, w regionie Grand Est, w departamencie Dolny Ren.
Według danych na rok 1990 gminę zamieszkiwało 1098 osób, 64 os./km².